# Smederevska Palanka
Smederevska Palanka naselje je i središte istoimene općina u Republici Srbiji. Nalazi se u Središnjoj Srbiji i pripada Podunavskom okrugu.

## Stanovništvo
Prema popisu stanovništva iz 2002. godine u naselju živi 25.300 stanovnika, a u cijeloj općini oko 56.000 stanovnika.
| broj stanovnika | 7413  | 9427  | 13014 | 18687 | 23635 | 25146 | 25300 |
|                 | 1948. | 1953. | 1961. | 1971. | 1981. | 1991. | 2002. |

| Etnički sastav 2002. |            |        |
| Narod                | Stanovnika | %      |
| Srbi                 | 24.065     | 95,11% |
| Romi                 | 399        | 1,57%  |
| Jugoslaveni          | 109        | 0,43%  |
| Crnogorci            | 104        | 0,41%  |
| Makedonci            | 100        | 0,39%  |
| Hrvati               | 54         | 0,21%  |
| Albanci              | 20         | 0,07%  |
| Mađari               | 16         | 0,06%  |
| Slovenci             | 16         | 0,06%  |
| Muslimani            | 16         | 0,06%  |
| Rusi                 | 12         | 0,04%  |
| Bugari               | 10         | 0,03%  |
| Goranci              | 6          | 0,02%  |
| ostali               | 12         | 0,04%  |
| nepoznato            | 181        | 0,71%  |